# Aktigraphie
Die Aktigraphie ist ein nichtinvasives Verfahren zur Untersuchung menschlicher Aktivitäts- und Ruhezyklen. Über einen längeren Zeitraum werden Daten über die Bewegungen eines Probanden und teilweise zusätzliche Parameter wie Helligkeit und Umgebungstemperatur aufgezeichnet und ausgewertet. Das Verfahren kommt in Schlafmedizin und Schlafforschung zur Anwendung.
Das als Aktigraph oder Aktometer bezeichnete Messgerät selbst ähnelt einer Armbanduhr, wird auch so am Handgelenk getragen und hat kaum Einfluss auf das Verhalten des Probanden im Messzeitraum. Bei der Messung werden in festen Zeitintervallen (typisch eine Minute) die Bewegungen eines Probanden über einen Zeitraum von zwei bis vier Wochen dokumentiert. In der Auswertung ist es möglich, indirekt und doch recht zuverlässig Schlafdauer und Schlaf-Wach-Rhythmus der untersuchten Person zu erkennen, da die geringere Häufigkeit von Bewegungen während des Schlafes im Vergleich zum Wachzustand Rückschlüsse auf Einschlafzeit und Schlafdauer zulassen.
Das Verfahren ist zuverlässig und valide zum Nachweis von Schlaf in normalen, gesunden Populationen, jedoch weniger zuverlässig beim Erkennen von Schlafstörungen.

## Messung in der Aktigraphie
Die Aktigraphie wird zwar verwendet, um die Schlafdauer sowie die Uhrzeit des Einschlafens und Aufwachens abzuschätzen, in der Aufzeichnung festgehalten wird jedoch nur die festgestellte Bewegung einer Extremität für die jeweilige Epoche und je nach Gerät weitere Daten wie Helligkeit und Temperaturen. Diese weiteren Angaben dienen auch zur Unterstützung der auswertenden Algorithmen.
Auch wenn die Geräte dafür hochempfindlich und die Algorithmen ausgefeilt sind, wird nicht das gemessen, was allgemein unter Schlaf definiert ist (siehe Schlafstadien, REM-Schlaf und Non-REM-Schlaf) und von der Elektroenzephalografie erfasst wird. Es wird auch nicht das erfasst, was die subjektive Erfahrung des Schlafes ausmacht und in Schlaftagebüchern und Fragebögen von Probanden eingetragen wird.
Viele Probanden sind eine Weile vor dem elektroenzephalographisch definierten Schlaf inaktiv und wach. Die Aktigraphie tendiert dazu, die Einschlaflatenz zu unterschätzen. Studien belegen, dass schriftliche Aufzeichnungen über die eigene Schlafdauer diese regelmäßig überschätzen. Andererseits unterschätzen Insomnie-Patienten die eigene Schlafdauer in ihren Aufzeichnungen oft erheblich.
Die Aktigraphie zeigt im Ergebnis ein Schlaf-Muster im Sinne eines zirkadianen Musters von Schlaf und Wachheit über mehrere Schlaf-Zyklen auf.

## Verwendung in der Schlafmedizin
In der Schlafmedizin ist die Aktigraphie ein Hilfsmittel bei der Untersuchung von chronischen Schlaf-Wach-Rhythmusstörungen, Parasomnien, schlafbezogenen Bewegungsstörungen und Insomnien.
Sie wird oft neben einem von den Probanden individuell geführten Schlaftagebuch zur Ergänzung und Objektivierung bei der Erfassung der Schlaf-Wach-Zeiten verwendet.
Die Differenzierung des Schlafes hinsichtlich Schlafstadien oder Aufwachstörungen ist nicht möglich und bezüglich der Wachzeiten im Bett kommt es zu größerer Ungenauigkeit. Einheitliche Standards bei der Auswertung der Aktigraphie gibt es nicht und bei der Auswertung müssen Situationen wie das Ablegen des Gerätes beim Duschen oder weniger Bewegungen vorm Fernseher oder beim Autofahren berücksichtigt werden. Die Aktigraphie kann verhaltensbedingten Schlafmangel aufzeigen.

## Verwendung in der Schlafforschung
Auch in der Schlafforschung wird die Aktigraphie eingesetzt. Die Erhebung der anfallenden Daten findet nicht ortsgebunden statt und ist in der gewohnten Umgebung der Probanden möglich. Die Auswertung erfolgt rechnergestützt und ist wenig personalintensiv und damit kostengünstig. Auch die Untersuchung größerer Gruppen und Untersuchungen über einen längeren Zeitraum sind mit überschaubarem Aufwand machbar. Soweit die zu erfassenden Parameter und die erreichbare Genauigkeit für die jeweilige Fragestellung ausreichen, kann somit auf die Umgebung eines Schlaflabors verzichtet werden.
Es werden so auch Untersuchungen möglich, die andernfalls an den Kosten scheitern würden. Ein Beispiel war eine vergleichende Untersuchung bezüglich verschiedener Schlafparameter zum Schlaf in einer Hängematte im Unterschied zum Schlaf im Bett. Nach schlafmedizinischen Gesichtspunkten wurde dazu mittels Aktigraphie eine kleine Gruppe von Schülern im mittleren Alter von 18 Jahren ohne chronische Schlafstörungen untersucht, wobei im Ergebnis kein signifikanter Unterschied zwischen dem Schlaf in der Hängematte und dem Schlaf in einem herkömmlichen Bett gefunden wurde.